# Sean Yseult

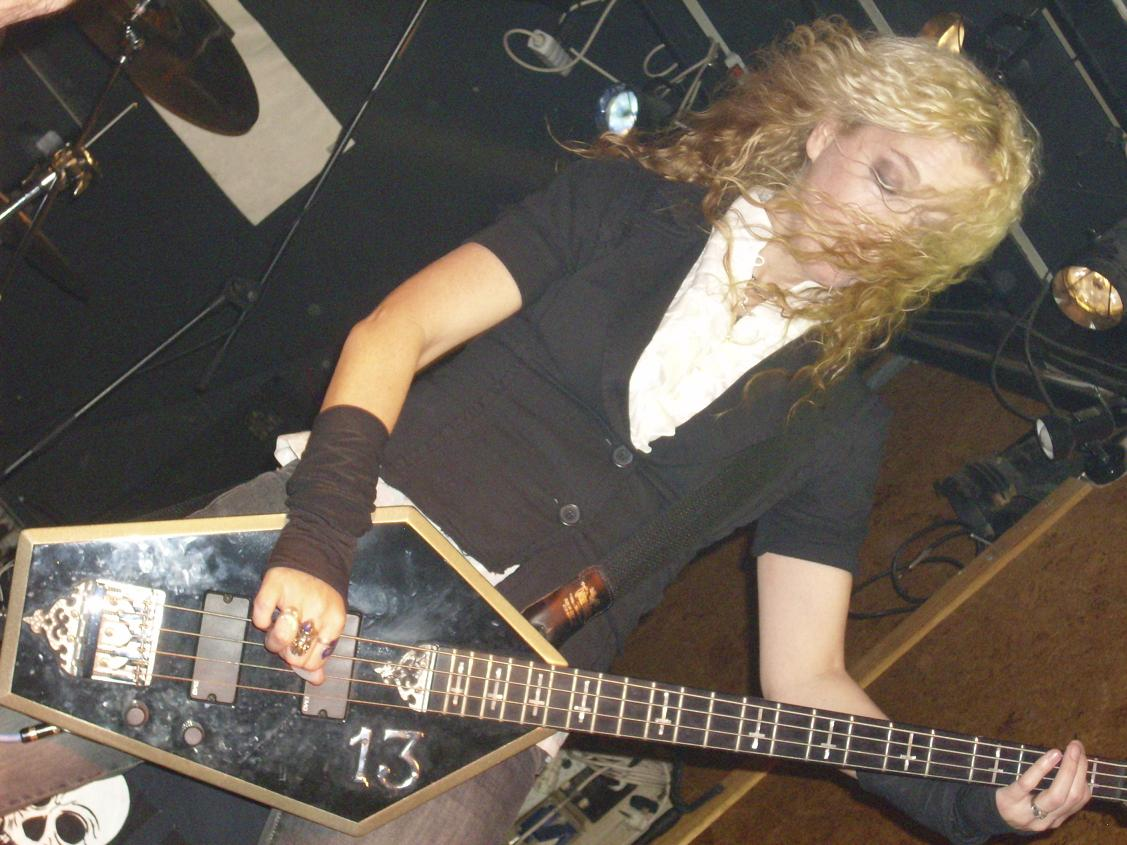
Sean Yseult.

Sean Yseult  cuyo nombre real es Shauna Reynolds  (Raleigh, Carolina del Norte, 6 de junio de 1966) es una diseñadora gráfica y bajista estadounidense cofundadora de la banda White Zombie. Su padre, Michael S. Reynolds, fue un destacado biógrafo del escritor Ernest Hemingway. Casada con el músico de la banda Supagroup, Chris Lee, viven juntos en Nueva Orleans, Luisiana donde durante unos años regentaron el pub The Saint, muy popular entre músicos y artistas.

## Carrera artística
Estudió en la Escuela de Arte de la Universidad de Carolina del Norte y posteriormente se mudó a Nueva York para completar sus estudios en la prestigiosa Parsons The New School for Design, en cuya cafetería conocería a Rob Zombie. Yseult tocaba la farfisa en la banda Life, pero cambió los teclados por el bajo cuando en 1985 se unió a Rob Zombie, profesional y sentimentalmente, para formar White Zombie. 
La banda comienza su andadura a mitad de los 80 y pronto se hacen un hueco en la escena independiente neoyorquina, pero es a partir de 1992 cuando dan el gran salto al mercado internacional con la publicación del álbum La Sexorcisto: Devil Music Vol. 1. Tras dos años de gira y varios cambios en la formación original, la relación entre Rob y Sean estaba rota, mientras la popularidad del grupo estaba en pleno apogeo. 
En 1994, forma Famous Monsters, un original trío de mujeres que actuaba con los rostros ocultos tras máscaras y que realizó junto a The Cramps una exitosa gira por Japón. Llegaron a grabar dos álbumes para la discográfica Estrus, In the night!!!,  (1998), y Around the World in 80 bikinis (1999) que recoge grabaciones en vivo. Sin embargo fue un proyecto efímero, sin continuidad, “fue más bien una especie de broma y nunca tuvimos la intención de perdurar mucho tiempo” declaró la propia Yseult. 
Tras la disolución de White Zombie en 1998 y la corta etapa junto a Famous Monsters, Sean Yseult se marcha a Nueva Orleans donde se une en 2002 a la banda Rock City Morgue como pianista y bajista. El proyecto, liderado por Rik Slave y Johnny Brashear publica dos álbumes y varios singles con gran acogida por parte de la crítica especializada, aunque muy lejos del éxito masivo de White Zombie.
El 1 de noviembre de 2010 sale a la venta el libro I’m in the Band, donde Sean Yseult repasa sus años de trayectoria musical junto a White Zombie. Recoge abundante material fotográfico, flyers, entradas de conciertos o pases de backstage acompañado de textos de la propia Yseulf.
En 2012 forma una nueva banda, Star & Dagger, de nuevo un trío de mujeres donde Yseult vuelve a la composición, algo que no había hecho desde su etapa en White Zombie. En 2013 hacen su debut discográfico con Tomorrowland Blues.
Además de su faceta musical, Sean Yseult es una destacada diseñadora gráfica. Junto al artista Louis St. Lewis, forma el dúo de arte colaborativo Lewis & Yseult cuya obra ha sido expuesta con gran éxito de crítica en Nueva York, Nueva Orleans o París. Diseñó además un bajo eléctrico con forma de ataúd para la compañía Schecter.

## Discografía

### White Zombie
- Gods on Voodoo Moon EP (1985)
- Pig Heaven EP (1986)
- Soul-Crusher (1987)
- Make Them Die Slowly (1989)
- La Sexorcisto: Devil Music, Vol. 1 (1992)
- Astro-Creep: 2000 (1995)
- Supersexy Swingin' Sounds (1996)

### Famous Monsters
- In the night!!! (1998)
- Around the world in 80 bikinis (1999)

### Rock City Morgue
- Some Ghouls EP (2003)
- Dead Man’s Song (2005)
- The Cat’s Meow EP (2008)
- The Boy Who Cried Werewolf (2009)

### Star & Dagger
- Tomorrowsland Blues (2013)